# خالد بن سعيد بن أبي مريم
خالد بن سعيد بن أبي مريم أحد رواة الحديث النبوي ، وهو مولى ابن جدعان والد عبد الله بن خالد بن سعيد بن أبي مريم ، روى الحديث عن سعيد بن عبد الرحمن بن رقيش وغانم بن الأحوص والمطلب بن عبد اللَّه بن حنطب ونعيم المجمر وأبي زينب مولى حازم بن حرملة الغفاري وأبي مالك الأشعري ، روى عنه الحديث ابنه عبد الله بن خالد بن سعيد بن أبي مريم وعطاف بن خالد المخزومي ومحمد بن معن الغفاري ، وقد ذكره ابن حبان في كتاب الثقات ، روى له أبو داود حديثا في كتابه سنن أبي داوود عن طريق عبد اللَّه بن أبي أحمد بن جحش ، وروى له محمد بن ماجه حديثا آخر في كتابه سنن ابن ماجه عن طريق حازم بْن حرملة الغفاري.